# Поляков, Иван Евтеевич
Ива́н Евте́евич Поляко́в (25 ноября 1914 года, г. Гомель — 8 февраля 2004 года, г. Минск) — советский, белорусский партийный и государственный деятель, председатель Гомельского облисполкома (1956—57), первый секретарь Гомельского обкома КПСС (1957—64), первый секретарь Минского обкома КПСС (1964—77), Председатель Президиума Верховного Совета БССР, заместитель Председателя Президиума Верховного Совета СССР (1977—85).

## Биография
Окончил ВПШ при ЦК ВКП(б) в 1949 г.
С 1939 г. на комсомольской работе, в 1942—1943 гг. — участник партизанского движения на территории Белорусской ССР.
В послевоенный период находился на комсомольской и партийной работе — первый секретарь Гомельского, Минского обкомов комсомола, с 1949 года возглавлял Витебский горком, Речицкий райком партии.
В 1956—1957 гг. председатель исполкома Гомельского областного Совета,
в 1957—1964 гг. первый секретарь Гомельского обкома КП Беларуси,
в 1964—1977 гг. первый секретарь Минского обкома КП Беларуси,
в 1977—1985 гг. Председатель Президиума Верховного Совета Белорусской ССР, заместитель председателя Президиума Верховного Совета СССР.
Член ЦК КПСС в 1966—86 гг. (кандидат в члены ЦК КПСС в 1961—66 гг.). Член КПСС с 1940 г.
Депутат Совета Союза Верховного Совета СССР 5—11 созывов (1958—1989) от Минской области.
С 1985 года — на пенсии.

## Награды и звания
Герой Социалистического Труда (1973). Награждён четырьмя орденами Ленина, орденами Октябрьской революции, Отечественной войны I степени, двумя орденами боевого Красного Знамени, орденом Трудового Красного Знамени, многими медалями.